# Vlag van de Republiek Molossia

Vlag van de Republiek Molossia

De vlag van de Republiek Molossia, de Grand Triune genoemd, is een rechthoek met een blauwe streep bovenaan, een witte streep in het midden en een groene streep onderaan. De blauwe streep symboliseert kracht en de woestijnlucht; de witte streep symboliseert zuiverheid en de bergen; de groene streep symboliseert zowel welvaart als het Molossiaanse landschap. Het is de omgekeerde vlag van Sierra Leone.